# Help!
Help! (v české distribuci někdy jako Pomoc!) je druhý hraný film, kde účinkuje hudební skupina The Beatles. Jedná se o bláznivou absurdní komedii, opět natočenou Richardem Lesterem. Samotné Beatles natáčení příliš nebavilo a neměli o tomto filmu valné mínění; podle jejich názoru mohli jejich role klidně hrát jiní herci. Jediným důvodem pro angažmá skupiny byla snaha je opět ukázat před kamerou a vytěžit jejich popularitu. Film, ač kritikou hodnocený rozpačitě, zaznamenal uspokojivý komerční úspěch a mezi částí publika je oblíben pro svůj potrhlý humor, bezstarostnou atmosféru a příjemnou hudbu.

## Děj

Záběr z pasáže na Bahamách

Fanynka Beatles příslušící k orientální náboženské sektě poslala Ringovi prsten, protože bubeník skupiny je sbírá. Netuší ale, že jde o obětní prsten bohyně Kálí, což značí, že jeho nositel musí být obětován. Velekněz Clang (Leo McKern) uvidí na videoklipu s Beatles prsten na Ringově ruce, načež se přesouvá se svými lidmi do Londýna, kde chce Ringa dle daných tradic natřít na červeno a obřadně zabít. Beatles zpočátku nic nechápou, vše jim vysvětlí až kněžka Ahme (Eleanor Bron), která je okouzlena zejména Paulem a začne skupině pomáhat. Problém je, že Ringo už prsten nedokáže sundat, a to ani za pomoci šíleného vědce Foota (Victor Spinetti) s asistentem Algernonem (Roy Kinnear), kteří chtějí prsten získat pro své tajné záměry. Beatles zároveň potřebují natáčet písně na chystanou desku, ale sekta je vypátrá a ohrožuje jak v jejich studiu, tak ve vojenském prostoru nedaleko Stonehenge, kam se uchýlí pod ochranou Scotland Yardu. Pronásledovaný Ringo, potažmo celá kapela, několikrát jen těsně unikne smrti. Beatles následně prchají do Alp a pak až na Bahamy, kde dojde k epickému finálnímu střetnutí.
Stejně jako v prvním filmu nemají písně s dějem filmu žádnou zvláštní souvislost, fungují zde jen jako hudební výplň. Ani titulní Help! tematicky neodpovídá, její text je spíše niterným vyznáním nejistoty a osamělosti. Soundtrack tentokrát (na rozdíl od Perného dne) nebyl výlučně z dílny dvojice Lennon–McCartney, skladbu I Need You napsal George Harrison.
Absurdní humor ve filmu byl mimo jiné inspirován tvorbou bratří Marxů a The Goon Show. Také obsahuje prvky parodující bondovky. (Samotný film Help! byl později zparodován pod názvem Ouch! („Jau!“) ve scéně z mokumentu The Rutles: All You Need Is Cash.)

## Filmové písně
- Help! – zazní na začátku a znovu na konci
- You're Going To Lose That Girl – ve scéně nahrávání ve studiu
- You've Got To Hide Your Love Away – doma
- I Need You – při nahrávání na Salisburyské pláni u Stonehenge
- The Night Before (necelá) – tamtéž
- Ticket To Ride – podkres zimních scén v Alpách
- Another Girl – podkres scén na Bahamách
- She's A Woman (pouze útržky pouštěné z magnetofonu)

V různých instrumentálních úpravách dále zazněly pasáže a motivy z beatlovských skladeb A Hard Day's Night, From Me To You, You Can't Do That a I'm Happy Just To Dance With You. Z převzaté hudby je ve filmu použita Beethovenova Óda na radost a při závěrečných titulcích zní Rossiniho Lazebník sevillský (instrumentálně s improvizovanými vokály).
Soundtrack byl také vydán na stejnojmenných hudebních albech. Zatímco na britské verzi šlo o sedm písní na první straně desky (prvních sedm z výše uvedeného výčtu) a druhá strana byla tvořena skladbami, které se ve filmu neobjevily (mj. Yesterday), americké vydání bylo soundtrackem v pravém slova smyslu, obsahujícím kromě zmíněných sedmi písní také instrumentální (originální) hudbu z filmu.

## Zajímavosti
- Původně se film měl jmenovat Beatlemania II, poté se zvažoval název Eight arms to hold you („Osm paží tě drží“), ale když se při natáčení scény s tygrem zvíře objevilo na scéně neplánovaně, Ringo než na Beethovenovu Ódu na radost (která měla podle scénáře tygra uklidnit) spoléhal spíše na přivolání pomoci. Podle jeho výkřiků „Help! Help!“ („Pomoc! Pomoc!“) získal film svůj název.
- Film se natáčel v rozličných prostředích, kromě Velké Británie (řadová zástavba Londýna, Twickenhamské ateliéry, Salisbury Plain) také v Rakousku (Horní Taury) a na Bahamách (Balmoral, Paradise Island). Za pobytem v exotickém prostředí byla původně snaha snížit daňové náklady, ale manažer Epstein nakonec z opatrnosti volil standardní postup. Vedl ho k tomu skandál kolem filmu Tom Jones, realizovaného ve stejné době jako Help!
- Při produkci se řešil problém, že snímek nazvaný Help už existoval. Po právnické konzultaci dospěl štáb k závěru, že stačí přidat na konec slova vykřičník a autorskému zákonu bude učiněno zadost.
- Beatles před natáčením nikdy nestáli na lyžích. Proto byli pojištěni včetně štábu na vysokou sumu, což se ukázalo jako prozíravé, když si jejich producent George Martin druhý den pobytu na horách zlomil kotník.
- Členové kapely v průběhu natáčení vydatně kouřili marihuanu a podle vzpomínek Johna Lennona si ve „svém“ filmu sami připadali jen jako statisti.